# Ferdinand Heinrich Hermann Strecker
Pour les articles homonymes, voir Strecker.
Ferdinand Heinrich Hermann Strecker est un entomologiste américain, né le 24 mars 1836 à Philadelphie et mort le 30 novembre 1901 à Reading.

## Source
- Arnold Mallis (1971). American Entomologists. Rutgers University Press (New Brunswick) : xvii + 549 p.

## Orientation bibliographique
- F. Martin Brown (1968). Letters from Dr. H.H. Behr to Herman Strecker, Journal of the Lepidopterists' Society, 22 (1) : 57-62.  (ISSN 0024-0966)